# Hosakesare, Hosanagara
Hosakesare là một làng thuộc tehsil Hosanagara, huyện Shimoga, bang Karnataka, Ấn Độ.